# Edward Beltrán
Pour les articles homonymes, voir Beltrán.
Beltrán  Suárez est un nom espagnol. Le premier nom de famille, en général paternel, est Beltrán ; le second, en général maternel, souvent omis, est Suárez.
Edward Alexander Beltrán Suárez, né à Tunja (département de Boyacá) le 18 janvier 1990, est un coureur cycliste colombien, membre de l'équipe Medellín après être notamment passé dans la formation World Tour Tinkoff-Saxo de mars 2014 à fin 2015.

## Biographie
En 2013, Beltrán, deuxième du Baby Giro et de la Vuelta de la Juventud, en 2010, effectue sa troisième saison chez les professionnels, celle de l'éclosion au plus haut niveau. Sa troisième place obtenue à la Vuelta a la Independencia Nacional 2012 et la sixième à la Vuelta al Mundo Maya 2012 peuvent le faire espérer, pour ce grimpeur. Enfin libéré de blessures qui ont freiné son éclosion au plus haut niveau, cette perspective se vérifie en toute fin de saison avec sa victoire d'étape au Clásico RCN et son succès dans la Vuelta al Mundo Maya 2013.
Plus tôt dans l'année, deux podiums dans des courses à étapes du calendrier national colombien viennent garnir son palmarès.
 
Début avril, il est un des rares à pouvoir suivre son leader Óscar Sevilla, dans la deuxième étape de la Clásica de Anapoima. Ce qui lui permet de monter sur le podium de l'épreuve, le lendemain. Et début août, il est tout près de s'imposer dans la Clásica Ciudad de Girardot. Dans la bonne échappée de la première étape, il s'empare du maillot de leader deux jours. Il termine deuxième, seulement devancé par Mauricio Ortega, en raison d'un mauvais contre-la-montre. Beltrán remporte, néanmoins, les classements de la montagne et de la régularité.
En remplacement de Ramiro Rincón, il participe au Tour de Colombie, dans un rôle d'équipier et le termine à près d'une heure du vainqueur Óscar Sevilla. Au départ du Clásico RCN, il a les mêmes attributions, mais lors de la huitième étape, il se glisse, peu après le départ, dans un groupe d'échappés d'une trentaine d'hommes. Quelques heures plus tard, les derniers rescapés se disputent la victoire au sommet d'un col hors-catégorie, terme de l'étape. Edward Beltrán remporte son premier succès de l'année, en terminant en solitaire. Deux jours plus tard, il achève l'épreuve au vingt-deuxième rang. Lui qui espérait continuer sa carrière en Europe, signe, pour deux ans, avec l'équipe Ceramica Flaminia, au sortir du Clásico RCN.
Début novembre, l'équipe EPM-UNE termine sa saison au Guatemala lors de la deuxième édition de la Vuelta al Mundo Maya. Edward Beltrán gagne la première étape, en disposant de ses derniers compagnons d'échappée. Il conforte sa première place, en remportant le contre-la-montre du lendemain. Puis, avec l'aide de ses coéquipiers, il contrôle la course et remporte son premier titre international. 
La formation Ceramica Flaminia, devenue entretemps Nankang-Fondriest, paraît avoir des difficultés pour honorer ses engagements, laissant dans le doute la suite de la saison 2014 d'Edward Beltrán. Pourtant début mars, il est convié à tester du matériel avec des membres de l'équipe World Tour Tinkoff-Saxo. Il officialise son engagement avec cette formation, dès le lendemain. Ce qui entraîne des interrogations quant à ses capacités d'adaptation à un monde nouveau et à un niveau de compétition largement supérieur.
Après deux saisons au sein de l'équipe russe, il rejoint en 2016 EPM-UNE-Área Metropolitana, équipe pour laquelle il avait déjà couru quatre saisons entre 2010 et 2013.
Le 17 octobre 2019, il est suspendu par la fédération colombienne de cyclisme à la suite d'un contrôlé positif à l'EPO.

## Palmarès
- 2010

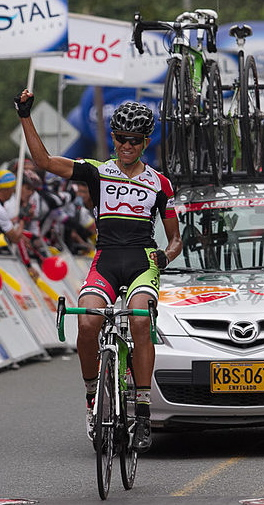
Edward Beltrán lors de sa victoire sur la 8e étape du Clásico RCN 2013

  - 1re (contre-la-montre par équipes) et 4e étapes de la Vuelta de la Juventud
  - 2e de la Vuelta de la Juventud
  - 2e du Girobio
- 2011
  - 4e étape de la Clásica Internacional de Tulcán (es)
  - 3e du Tour de Rio
  - 3e de la Clásica de Girardot
  - 3e de la Clásica de El Carmen de Viboral
- 2012
  - 3e de la Vuelta a la Independencia Nacional
- 2013
  - 8e étape du Clásico RCN
  - Vuelta al Mundo Maya :
    - Classement général
    - 1re et 2eb (contre-la-montre) étapes

  - 2e de la Clásica de Girardot
  - 3e de la Clásica de Anapoima
- 2016
  - 2e étape de la Clásica de Anapoima
  - 2e de la Clásica de Anapoima
- 2018
  - 8e étape du Clásico RCN
  - 2e du Clásico RCN

## Classements mondiaux
| Année            | 2010 | 2011 | 2012 | 2013 | 2014 | 2015 |
| ---------------- | ---- | ---- | ---- | ---- | ---- | ---- |
| UCI World Tour   |      |      |      |      | nc   | nc   |
| UCI America Tour |      | 110e | 144e |      |      |      |
| UCI Asia Tour    |      |      | nc   |      |      |      |
| UCI Europe Tour  | 385e |      |      |      |      |      |